# 高志鵬
高 志鵬（こう しほう、ガオ ジーポン、1963年〈民国52年〉8月8日 - ）は、中華民国（台湾）の弁護士、政治家。元立法委員。

## 経歴
2001年の第5回立法委員選挙で全国不分区選挙区から当選。2004年の第6回立法委員選挙でも再選された。
2008年の第7回立法委員選挙では、全国不分区及び僑居国外国民から比例名簿の10番目で再選された。
2012年の第8回立法委員選挙では、新北市第三選挙区から出馬し、僅か1000票差で国民党候補を破り、再選された。
2016年の第8回立法委員選挙でも50%を超えた得票率で再選された。
2018年12月26日、収賄罪で懲役4年6か月、執行猶予なし、4年間の公民権剥奪の判決が下り、立法委員を失職した。翌日、民進党から党籍を剥奪され、翌年1月3日に投獄された。
2021年2月、仮釈放され再審請求したが、台湾高等法院によって却下された。

## 選挙記録
| 年度 | 選挙              | 選挙区                           | 所属政党   | 得票数    | 得票率 | 当選 | 注釈 |
| ---- | ----------------- | -------------------------------- | ---------- | --------- | ------ | ---- | ---- |
| 2001 | 第5回立法委員選挙 | 全国不分区選挙区                 | 民主進歩党 | 3,447,740 | 33.38% |      |      |
| 2004 | 第6回立法委員選挙 | 全国不分区選挙区                 | 民主進歩党 | 3,471,429 | 35.72% |      |      |
| 2008 | 第7回立法委員選挙 | 全国不分区及び僑居国外国民選挙区 | 民主進歩党 | 3,610,106 | 36.91% |      |      |
| 2012 | 第8回立法委員選挙 | 新北市第三選挙区                 | 民主進歩党 | 95,649    | 49.25% |      |      |
| 2016 | 第9回立法委員選挙 | 新北市第三選挙区                 | 民主進歩党 | 96,557    | 54.54% |      |      |